# جاي أوزموند
جاي أوزموند (بالإنجليزية: Jay Osmond)‏ هو مغني أمريكي، ولد في 2 مارس 1955 في أوغدن في الولايات المتحدة.

## وصلات خارجية
- الموقع الرسمي
- جاي أوزموند على موقع IMDb (الإنجليزية)
- جاي أوزموند على موقع ميوزك برينز (الإنجليزية)
- جاي أوزموند على موقع إن إن دي بي (الإنجليزية)
- جاي أوزموند على موقع ديسكوغز (الإنجليزية)
- جاي أوزموند على موقع قاعدة بيانات الفيلم (الإنجليزية)